# EVIL HEART
『EVIL HEART』（イビル ハート）は武富智による日本の漫画。「週刊ヤングジャンプ」（集英社）にて2005年9号から44号まで連載された。
家庭に問題を抱え、心に傷を負った主人公の少年ウメが『争わない武道』合気道と出会い、成長していく姿を描いた物語。単行本は3巻まで刊行されたものの、配された伏線を回収しないまま連載は打ち切られた。ところが第3巻刊行から1年後、全編描き下ろしという異例の形で第4巻にあたる『氣編』が刊行され、さらにその最終ページで『完結編』執筆が暗示されている。そして、2007年12月31日に著者自身のウェブページにて執筆の開始が宣言され、2010年1月19日、全編描き下ろしの『完結編』上下巻同時発売をもって、物語は完結した。

## 合気道について
精緻な技の描写と格闘技としてではない合気道の捉え方から、合気道愛好家からは当初から注目された。合気会機関誌「合気道探求」31号（2006年1月発行）にて「EVIL HEART制作秘話」と題して著者インタビューが掲載された。著者自身合気会本部道場に通う合気道家であるが、もともと経験があった訳ではなく、雑誌連載の企画と同時に入門した、と語っている。
少年誌・青年誌を通じて合気道を中心にすえたマンガは例がない。合気道は一部の流派を除いて試合を行わないためマンガの題材としてはわかりにくいとされている。この点について著者は「力の弱い子が、稽古をして強くなって」という物語ではなく、「どちらかというと血気盛んでケンカも強い」主人公が「内面的に成長していく」物語を描きたかった、と述べている。
主人公が直面するのは、家庭内暴力の末ばらばらになる家族。学校でのいじめ。キレる中学生。中高生を狙う性犯罪。果ては欧米の銃社会。そしてやがては自分も人を傷付けるのではないかという不安と恐怖。人を憎まずにはいられない心との相克をタイトルの「EVIL HEART」が暗示している。直訳すれば「邪心」だが合気道のバックボーンである神道の言葉で言えば「荒魂」となる。荒魂も和魂も同じ神の両側面である。

## あらすじ
中学校の入学式会場でウメは上級生と乱闘事件を起こし、早速問題児として目をつけられる。職員室に迎えに来たのは父親でも母親でもなく、高校生の姉マチ子だった。ウメとマチ子は家庭の事情で祖父からの仕送りで2人だけで暮らしていた。姉の涙にもう問題は起こさないと誓ったウメだったが、乱闘相手の上級生石関がお礼参りに現れる。2対1の乱闘の最中、上級生のポケットからこぼれ落ちる1本のナイフ。それを拾い上げたウメの眼に狂気が宿る。両者に割って入ったのは奇妙な外人ダニエルだった。ダニエルはナイフを持ったウメを不思議な技で投げ飛ばす。「合気道。素敵だろ？君の国の武道」ダニエルの言葉によってウメの荒ぶる魂に変化が訪れる。

## 登場人物

### 正木家
正木梅夫（ウメ）
主人公。桃園第二中学1年生。衝動的でキレると手がつけられない生徒と見られているが、かつて家庭で起きた兄の暴力から家族を守れなかった経験から「やられる前にやらなきゃダメなんだ」と強烈に力を求める。放課後、中学校の体育館で開かれている一般部の合気道の練習を見て合気道に興味を持つ。ダニエルに「あいつ（滋）をブッ殺す技を教えろ！」と詰め寄る一方で、自分もいつか人を傷つけ、取り返しのつかないことになるのではないかという予感におびえている。ダニエル、鶴、若松師範と触れ合う中で、合気道の本質に徐々に気付いていく。
正木真知子（マチ子）
梅夫の姉。高校生2年生。服役中の母親を待って、梅夫と2人で家を守っている。「大切な人が傷つけられても平常心が保てるの？」とダニエルに問う。ダニエルが惚れこんでいる。
正木滋
梅夫、真知子の兄。現在は失踪中。かつて家族に暴力を振るっていたが、内心では母親に謝りたいと悩んでいた。母親に謝罪の手紙を書いたその日に、暴力に耐え切れなくなった母親に刺される。屈折した思いから出所した母親を殺すことを心の支えに生きる。金をせびりに帰宅した折、真知子に暴力を振るう自分を指し「これがお前の将来の姿だ」と梅夫に詰め寄る。
梅夫の父
梅夫の母とは離婚。現在は新しい家庭を持っている。梅夫の記憶にはないが、もともと暴力的な人物だったらしい。
梅夫の母
滋の暴力が真知子や梅夫に及びついに滋を刺してしまう。現在は服役中。まもなく出所の日を迎える。

### 合気道
ダニエル・ウェイツ
桃園第二中学のカナダ人英語教師。若松師範の弟子。合気道3段。普段は明るいが、過去に起きた事件により心に深い傷を持つ。憎しみからは何も生まれないことを合気道を通して学び、それを梅夫に伝えようとする。中学に梅夫と合気道部を創設する。
若松鶴（ツル）
若松師範の孫。桃園第二中学1年生。合気道2級。ダニエルに思いを寄せている。梅夫への対抗心から合気道部創設に協力する。4歳から合気道を学んでおり、自分の腕前を過信する余り危険な目に合う。梅夫に「強くてやさしい心さえあれば力も合気道さえもいらない」と語る。
若松征二
孫を溺愛する合気道師範。8段でダニエルの師匠。物理的にも精神的にも、梅夫、ダニエル、鶴に与える影響は大きい。

### 桃園第二中学
河田教頭
正木家の家庭の状況に心を砕いている女性教頭。ダニエルの教育者としての成長に影響を与える。「邪心はいつも人の純粋さから生まれる」とダニエルに諭す。
石関
桃園第二中学2年生。入学式当日、新入生を睨みつける事で自分を誇示していた不良。睨み返してきた梅夫と乱闘を起こす。
阿部
桃園第二中学3年生。不良グループのリーダー。相手が高校生でも生活指導教諭でも気に食わないことには筋を通す。かつて両親の無理心中に巻き込まれそうになった過去を持つ。滋を兄と慕っている。
山本香
梅夫の同級生。クラスのアイドル的存在。塾講師の佐々木と「付き合って」いた。
上田
梅夫の同級生。情報通を気取り、梅夫の過去を暴いて注目を集めることに快感を覚える。

## 既刊
- 第1巻 出会い編 （ヤングジャンプ・コミックス、2005年9号-14号掲載分） 2005年7月19日 ISBN 9784088768243
- 第2巻 力編 （ヤングジャンプ・コミックス、2005年15号-27号掲載分） 2005年7月19日 ISBN 9784088768250
- 第3巻 心編 （ヤングジャンプ・コミックス、2005年28号-44号掲載分） 2005年11月18日 ISBN 9784088768830
- （4巻の表示はない）氣編 （ヤングジャンプ・コミックス、描き下ろし） 2007年2月19日 ISBN 9784088772196
- （通算5巻目）完結編 上 （ヤングジャンプ・コミックス 愛蔵版、描き下ろし） 2010年1月19日 ISBN 9784087822687
- （通算6巻目）完結編 下 （ヤングジャンプ・コミックス 愛蔵版、描き下ろし） 2010年1月19日 ISBN 9784087822694

## 参考資料
- 合気道探求（第31号） 特別インタビュー マンガ『EVIL HEART』制作秘話「合気道で成長する少年」 ISBN 9784882932888